# 필립 담스
필립 담스(네덜란드어: Filip Daems, 1978년 10월 31일 튀른후트 ~ )는 벨기에의 전 축구 선수로 현역 시절 포지션은 수비수였다.
벨기에의 페르프뢰데링 길과 리르서 SK와 겐츨레르비를리이 SK 소속으로 뛰었다. 2005년 1월 보루시아 묀헨글라트바흐와 계약하였다. 벨기에 축구 국가대표팀 소속으로 여덟 경기에 출장하였다.
2007년 10월 23일 묀헨글라트바흐 소속으로 첫골을 넣었다. 그 경기는 1. FC 쾰른과의 2 분데스리가 경기로 소속 팀은 그의 막판골로 2-2로 비겼다.